# Beauty Shop
Beauty Shop ist eine US-amerikanische Filmkomödie von Bille Woodruff aus dem Jahr 2005. 

## Handlung
Die Friseurin Gina Norris zieht von Chicago nach Atlanta, damit ihre begabte Tochter Vanessa dort eine Musikschule besuchen kann. Sie ist im Salon von Jorge Christophe erfolgreich tätig, aber gerät in einen Streit mit ihm, als er sie und ihre Kolleginnen schlecht behandelt. Gina kündigt und eröffnet ihren eigenen Frisörsalon. Sie erhält ein Bankdarlehen, renoviert den Laden und stellt Mitarbeiter ein, darunter ihre Schwägerin Darnelle. Das Angebot des über ihr wohnenden Elektroinstallateurs Joe, die Elektrik zu sanieren, schlägt sie zunächst aus.
Das Geschäft läuft nach kurzer Zeit erfolgreich, und es herrscht lockere, frische Stimmung zwischen Mitarbeitern und Chefin. Auftretende Schwierigkeiten werden gemeinsam überwunden. Allerdings stürzen überraschende Besuche eines Gesundheitsinspektors, der hohe, willkürlich erscheinende Strafen verhängt, Gina in existenzielle finanzielle Schwierigkeiten. Als auf dem Höhepunkt der Ereignisse ihr Salon durch einen Schlägertrupp verwüstet wird, möchte sie aufgeben.

## Hintergrund
Ursprünglich sollte der Film als dritter Teil von Barbershop veröffentlicht werden.
Der Film wurde in Atlanta und in Los Angeles gedreht. Er spielte in den Kinos der USA ca. 36,3 Millionen US-Dollar ein. In einigen Ländern wie Deutschland und Italien wurde er direkt auf DVD bzw. Video veröffentlicht.

## Kritiken
Joe Leydon schrieb in der Zeitschrift Variety vom 29. März 2005, der Film biete Unterhaltung und ein gutes Gefühl, die dadurch nicht weniger würden, dass er vorhersehbar sei („feel-good entertainment that is no less enjoyable for being somewhat predictable“). Er sei episodisch aufgebaut und bestehe aus locker verbundenen Szenen. Latifah spiele ihre Rolle „mühelos“; einige der Nebencharaktere würden einen lebendigen Eindruck machen.
Das Lexikon des internationalen Films schrieb, der „episodisch entwickelte Film“ folge „keiner stringenten Geschichte, sondern“ hangele sich „durch die einzelnen Erzählfäden im Salon“. Er sei mit Joe’s Bed-Stuy Barbershop: We Cut Heads von Spike Lee vergleichbar, jedoch „aus weiblicher Sicht“ erzählt und „garniert mit Cameo-Auftritten einiger Prominenter“.

## Auszeichnungen
Queen Latifah wurde im Jahr 2005 in drei Kategorien für den Teen Choice Award nominiert, eine weitere Nominierung erhielt Kevin Bacon. Queen Latifah und die Drehbuchautoren wurden 2005 für den Black Movie Award nominiert. Bille Woodruff, die Drehbuchautoren, Queen Latifah und der Film als „Herausragender Kinofilm“ wurden 2005 für den BET Comedy Award nominiert. Queen Latifah war 2006 zudem für den Black Reel Award und den Image Award nominiert.